# Endrinal
Endrinal település Spanyolországban, Salamanca tartományban. Endrinal El Tornadizo, Monleón, Herguijuela del Campo, La Sierpe, Frades de la Sierra, Casafranca, Fuenterroble de Salvatierra és Los Santos községekkel határos. Lakosainak száma 204 fő (2024).

## Népesség
A település népessége az elmúlt években az alábbi módon változott:
| Lakosok száma | 300  | 291  | 276  | 264  | 259  | 238  | 232  | 218  | 205  | 204  |
|               | 2001 | 2004 | 2007 | 2009 | 2012 | 2014 | 2017 | 2019 | 2022 | 2024 |